# Монморанси-Люксембург, Шарль-Франсуа-Кристиан де
Шарль-Франсуа-Кристиан де Монморанси (фр. Charles-François-Christian de Montmorency; 30 ноября 1713, Париж — 20 апреля 1787, там же), герцог де Бомон, принц де Тенгри, суверенный граф де Люкс, маркиз де Бреваль, пэр Франции, рыцарь орденов короля — французский военный и государственный деятель.

## Биография
Сын маршала Франции Кристиана-Луи де Монморанси-Люксембурга и Луизы-Мадлен де Арле де Бомон.
Поначалу известный как граф де Люкс, поступил на службу в 1727 году мушкетером. 2 апреля 1728 получил роту в Кавалерийском полку (позднее Бургундском), командовал ею в Маасском лагере в 1730.
2 февраля 1731 стал полковником Суассонского пехотного полка, командовал им при осаде Келя в 1733-м и Филиппсбурга в 1734 году. В январе 1735 его отец стал маршалом Франции и уступил Шарлю-Франсуа титул принца де Тенгри. В кампанию 1735 года был в деле под Клаузеном.
16 апреля 1738 назначен полковником Туреньского пехотного полка, 1 января 1740 произведен в бригадиры.
20 июля 1741 направлен в Германскую армию. Выступил 19 августа из Фор-Луи с третьей дивизией, в которой командовал бригадой. Вступив в Верхнюю Австрию, принц де Тенгри встал в Линце под командованием графа де Сегюра. Город был осажден австрийцами и зимой капитулировал. Принц вернулся во Францию в январе 1742, отпущенный под обещание не воевать в течение года.
1 апреля 1743 определен в армию маршала Ноая, сражался в битве при Деттингене и закончил кампанию в Нижнем Эльзасе. В 1744 служил во Фландрии в армии Морица Саксонского. Участвовал в осаде Менена, 2 мая произведен в лагерные маршалы. Был при осадах Ипра и Фюрна, перешел из Фландрии в Эльзас, участвовал в бою под Аугенумом и осаде Фрайбурга.
В 1745—1747 служил в армии короля во Фландрии, 1 мая 1745 стал его адъютантом, и оставался в этой должности до 1747 года. Участвовал в битве при Фонтенуа, осадах и взятии города и цитадели Турне, Ауденарде, Дендермонде. В 1746 сражался в битве при Року. Унаследовал от своего отца должность генерального наместника Фландрии и губернатора Валансьена; утвержден королём 29 ноября. В 1747 сражался при Лауфельде, 10 мая 1748 произведен в генерал-лейтенанты армий короля. По окончании войны вышел в отставку.
27 мая 1764 стал капитаном роты королевкой гвардии (рота Монморанси), 7 февраля 1765 графство Бомон возведено в ранг наследственного герцогства. 7 июня 1767 пожалован в рыцари ордена Святого Духа.

## Семья
1-я жена (9.10.1730): Анна-Сабина Ольвье де Сенозан (ум. 20.09.1741), маркиза де Ривьер, дочь графа Франсуа Оливье де Сенозана и Мари-Луизы де Ламуаньон де Бланмениль
Дети:
- Луиза-Франсуаза-Полина де Монморанси-Люксембург (16.01.1734—25.08.1818). Муж 1) (17.02.1752): герцог Анн-Франсуа де Монморанси-Люксембург (1735—1761); 2) (14.02.1764): граф Луи-Франсуа-Жозеф де Монморанси-Лоньи (1737—1770)
- Франсуа-Анн-Кристиан де Монморанси-Люксембург (р. и ум. 1766)

2-я жена (19.12.1752): Луиза-Мадлен де Фе де Латур-Мобур (1732—15.09.1754), дочь маршала Латур-Мобура и Анны-Мадлен де Трюден де Монтиньми
3-я жена (11.02.1765): Элеонора-Жозефина-Пюлькери де Лоран (18.03.1745—9.09.1829), дочь Жозефа Бальтазара де Лорана, маркиза де Сент-Александра, и Клодин-Мадлен Ферран д'Эскоте. В том же году получила право «табурета» (привилегию сидеть на складном стульчике во время обеда короля)
Сын:
- Анн-Кристиан де Монморанси-Люксембург (15.06.1767—14.06.1821), герцог де Бомон. Жена (21.01.1787): графиня Анна-Луиза-Мари де Бек-де-Льевр де Кани (1769—1832)